# Vahid Jalilvand

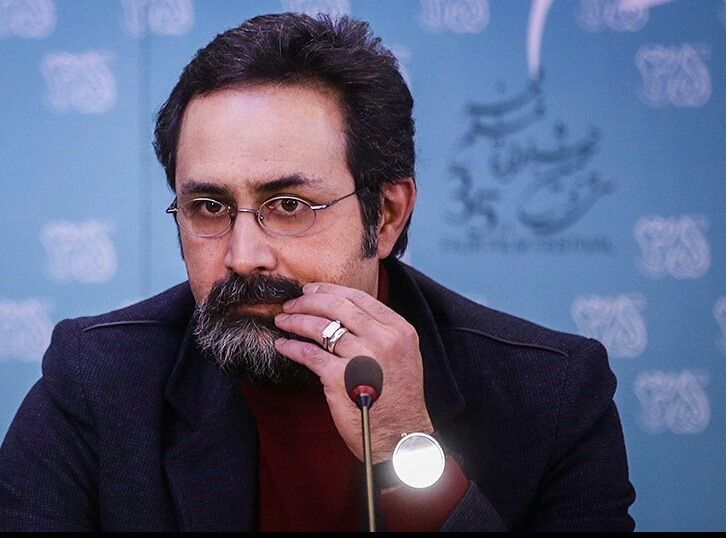
Vahid Jalilvand (2016)

Vahid Jalilvand (persisch وحید جلیلوند; * 11. März 1976 in Teheran) ist ein iranischer Filmregisseur, Drehbuchautor, Schauspieler, Hörfunkmoderator und Filmeditor. Internationale Bekanntheit erlangte er durch seine preisgekrönten Spielfilme Wednesday, May 9 (2015), Eine moralische Entscheidung (2017) sowie Beyond the Wall (2022).

## Leben
Vahid Jalilvand trat bereits mit 15 Jahren im iranischen Theater in Erscheinung. Später absolvierte er ein Studium der Theaterregie an der Universität Teheran.
Er ist verheiratet. Sein Bruder Ali Jalilvand war als Produzent an allen Spielfilmen beteiligt.

## Werk

### Ausbildung und Arbeit beim Hörfunk und als Schauspieler
Ab 1996 begann er zunächst als Editor und später als Regisseur für das iranische Staatsfernsehen sowie den Hörfunk zu arbeiten. Zu seinen beliebtesten Radiosendungen zählten „Ein Garten im Klang“ (باغی در صدا), „Silberstraße in der Nacht“ (خیابان نقرهای شب) und „Krieg im Morgengrauen“ (جنگ سپیده). Aufgrund seiner in Live-Radiosendungen geäußerten politischen und gesellschaftlichen Kritik wurde Jalilvand 2014 nach 20 Jahren Tätigkeit aus diesem Medium verbannt. Auch produzierte er zwei Fernsehserien sowie mehr als 30 Dokumentarfilme zu sozialen Themen, zu denen er auch die Drehbücher verfasste.
Gegen Ende der 2000er-Jahre trat Jalilvand auch als Schauspieler im iranischen Film und Fernsehen in Erscheinung. So bekleidete er die Hauptrolle des persischen Gelehrten Dschamschid Masʿud al-Kaschi in der Serie Nardebam-e Asman (2009) von Mohammad Hossein Latifi. Das mit ihm auf dem Fajr-Filmfestival uraufgeführte Filmdrama Zamhrir von Ali Royinton wurde dagegen nicht in den iranischen Kinos veröffentlicht. Bei der Fernsehserie The Recall (2011) über das Thema Reinkarnation gehörte er zum Schauspielensemble um Amir Aghaee.

### Spielfilmdebüt mit „Wednesday, May 9“

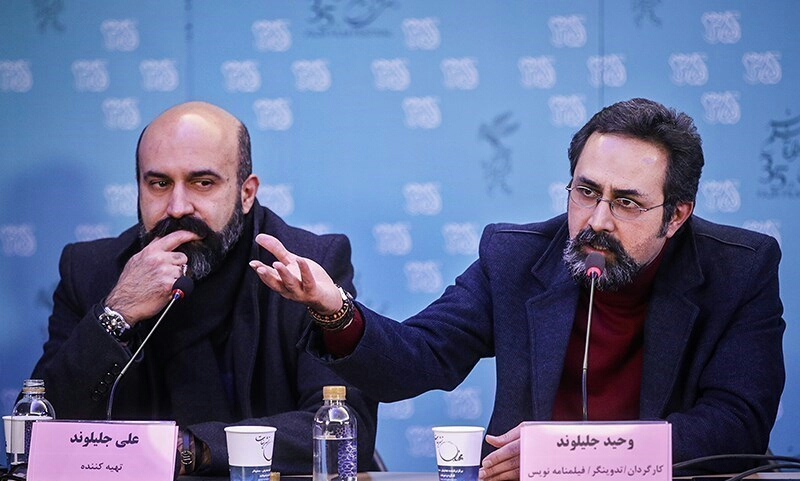
Jalilvand (rechts) gemeinsam mit seinem Bruder Ali

Im Jahr 2015 gab Jalilvand sein Spielfilmdebüt als Regisseur, Drehbuchautor sowie Editor mit Wednesday, May 9, das von seinem Bruder Ali mitproduziert wurde. Das Gesellschaftsdrama, in dem der Filmemacher auch die männliche Hauptrolle übernahm, handelt von einem Mann aus Teheran, der eine Anzeige in einer Zeitung aufgibt, wonach er 30 Mio. Toman (ca. 10.000 US-Dollar) zum titelgebenden Zeitpunkt an jemanden in Not spenden wolle. Daraufhin versammelt sich eine Menschenmenge vor seinem Büro. Unter den Wartenden befinden sich auch zwei Frauen (dargestellt von Niki Karimi und Sahar Ahmadpour), die hoffen, das Geld für eine Operation bzw. als Blutgeld verwenden zu können. In weiteren Rollen war Jalilvands Schauspielkollege Amir Aghaee sowie Saeed Dakh zu sehen, mit denen er auch in Zukunft regelmäßig zusammenarbeiten sollte.
Nach seiner Premiere auf dem Fajr-Filmfestival, wurde Wednesday, May 9 in die Nebensektion Orizzonti der 72. Internationale Filmfestspiele von Venedig eingeladen und dort mit dem FIPRESCI-Preis und Interfilm-Preis ausgezeichnet. Das Werk wurde in der Folge auf weiteren europäischen Filmfestivals gezeigt und preisgekrönt. Auch gelangte Wednesday, May 9 in die engere Auswahl als iranischer Beitrag zur Oscarverleihung 2017 entsendet zu werden. Jalilvand hatte aber gegenüber Asghar Farhadis später mit dem Oscar ausgezeichneten Film The Salesman das Nachsehen.

### Weitere Spielfilmarbeiten „Eine moralische Entscheidung“ und „Beyond the Wall“

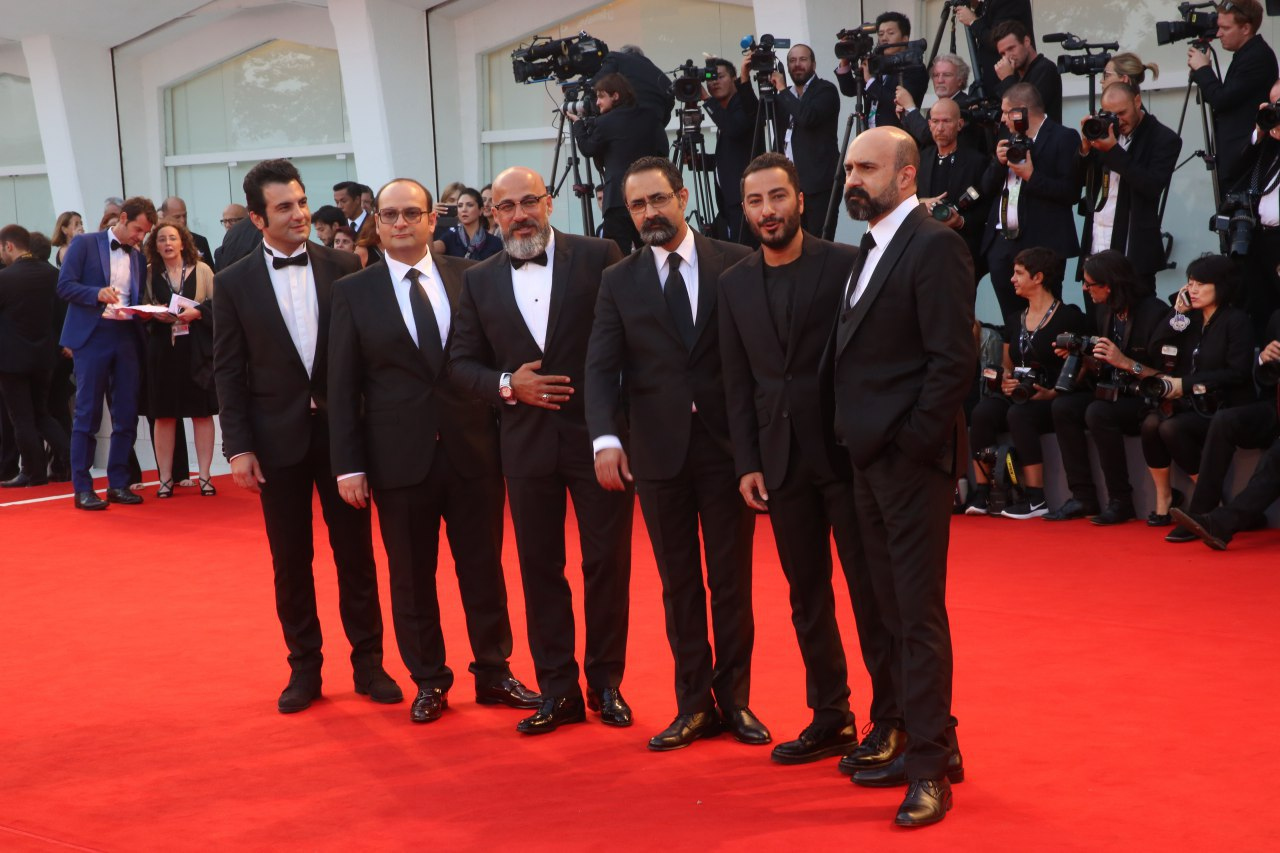
v. l. n. r. Alireza Alavian, Amir Aghaee, Vahid Jalilvand, Navid Mohammadzadeh und Ali Jalilvand bei der Präsentation von Eine moralische Entscheidung in Venedig (2017)

An den vorangegangenen Erfolg anknüpfen konnte Jalilvand mit seinem zweiten Spielfilm Eine moralische Entscheidung (2017), erneut mit Amir Aghaee sowie Navid Mohammadzadeh in den Hauptrollen. Das Drama handelt von einem Gerichtsmediziner, der im nächtlichen Teheran das Motorrad einer Arbeiterfamilie streift und damit eine Kette von tragischen Ereignissen auslöst. Das Werk gewann den Regie- und Darstellerpreis für Mohammadzadeh auf dem Fajr-Filmfestival und wurde erneut in den Orizzonti-Wettbewerb der Filmfestspiele von Venedig eingeladen. Auch dort wurden Regisseur Jalilvand und Kodarsteller Mohammadzadeh preisgekrönt, denen weitere Auszeichnungen auf internationalen Filmfestivals folgten. Auch war Eine moralische Entscheidung Irans offizieller Oscarbeitrag 2019, was in konservativen iranischen Kreisen auf Kritik stieß. Der Film gelangte 2019 auch in die deutschen Kinos und stand in der Gunst der Kritiker. Der frühere Dokumentarfilmer wurde für seine genaue Beobachtungsweise, sein beeindruckendes Erzähltempo und die Darstellerleistungen gelobt und das Werk mit Asghar Farhadis Nader und Simin – Eine Trennung (2011) verglichen.
Im Jahr 2022 erhielt Jalilvand für seinen dritten Spielfilm Beyond the Wall mit Navid Mohammadzadeh in der Hauptrolle erstmals einen Platz im Hauptwettbewerb des Filmfestivals Venedig. Ebenfalls ins Rennen um den Goldenen Löwen wurde sein zu einer Haftstrafe verurteilter Landsmann Jafar Panahi (No Bears) eingeladen. Für Aufsehen im Iran sorgte die Tatsache, dass beide Filme nicht über die erforderliche behördliche Genehmigung zur Präsentation auf einem internationalen Filmfestival verfügten, was zu schweren Konsequenzen und Bußgeldern führen könnte. Das Festival unter Leitung Alberto Barberas wiederum wurde für seine politische Positionierung gelobt.

## Filmografie (Auswahl)
- 2015: Wednesday, May 9 (persisch چهارشنبه ۱۹ اردیبهشت Chaharshanbeh, 19 Ordibehesht)
- 2017: Eine moralische Entscheidung (persisch بدون تاریخ بدون امضا Bedoune Tarikh, Bedoune Emza)
- 2022: Beyond the Wall (persisch شب، داخلی، دیوار Shab, Dakheli, Divar)

## Auszeichnungen (Auswahl)
Jalilvand wurde bislang mit mehr als einem Dutzend internationalen Festivalpreisen ausgezeichnet, darunter folgende:
- 2015: Internationale Filmfestspiele von Venedig – FIPRESCI-Preis, Interfilm-Preis der Orizzonti-Sektion (Wednesday, May 9)
- 2015: Bratislava International Film Festival – Preis der Studentenjury, bester Spielfilm (Wednesday, May 9)
- 2015: Reykjavik International Film Festival – Bester Film (Wednesday, May 9)
- 2016: Berkshire International Film Festival – Jurypreis, bester Spielfilm (Wednesday, May 9)
- 2016: Vesoul Asian Film Festival – Großer Preis der Jury, Netpac-Preis (Wednesday, May 9)
- 2017: Internationale Filmfestspiele von Venedig – Beste Regie der Orizzonti-Sektion (Eine moralische Entscheidung)
- 2017: Bratislava International Film Festival – FIPRESCI-Preis (Eine moralische Entscheidung)
- 2017: Chicago International Film Festival – Goldener Hugo, bester Nachwuchsfilm (Eine moralische Entscheidung)
- 2017: Fajr-Filmfestival – Beste Regie (Eine moralische Entscheidung)
- 2017: Stockholm Film Festival – Bestes Drehbuch, gemeinsam mit Ali Zarnega (Eine moralische Entscheidung)
- 2017: Internationales Filmfestival Thessaloniki – Spezialpreis der Jury, FIPRESCI-Preis (Eine moralische Entscheidung)
- 2018: BangkokThai International Film Festival – Jurypreis, bester Spielfilm (Eine moralische Entscheidung)
- 2018: Brussels International Film Festival – Bester nicht-europäischer Film (Eine moralische Entscheidung)
- 2018: Las Palmas Film Festival – Publikumspreis (Eine moralische Entscheidung)